# Nant-le-Petit
Nant-le-Petit is een gemeente in het Franse departement Meuse in de regio Grand Est en telt 86 inwoners (2009).
De gemeente maakt sinds maart 2015 deel uit van het kanton Ancerville toen het werd overgeheveld van het kanton Ligny-en-Barrois. De plaats valt, net als de genoemde kantons, onder het arrondissement Bar-le-Duc.

## Geografie
De oppervlakte van Nant-le-Petit bedraagt 8,8 km², de bevolkingsdichtheid is dus 9,8 inwoners per km².
De onderstaande kaart toont de ligging van Nant-le-Petit met de belangrijkste infrastructuur en aangrenzende gemeenten.

## Demografie
Onderstaande figuur toont het verloop van het inwonertal (bron: INSEE-tellingen).